# 1 E-25 kg
10−25
- 1.79×10−25 kg - 은 원자의 질량.
- 1.6×10−25 kg - Z 보존의 질량.
- 3.1×10−25 kg - 꼭대기 쿼크의 질량.
- 3.2×10−25 kg - 카페인 분자의 질량.
- 3.45×10−25 kg - 납-208 원자의 질량.